# Земельні ресурси
Земе́льні ресу́рси (у старішій географічній літературі — поземе́лля) — частина земельного фонду, яка може бути використаною у народному господарстві.
Земельні ресурси — сукупний природний ресурс поверхні суші як просторового базису розселення і господарської діяльності, основний засіб виробництва в сільському та лісовому господарстві.
Територію теж можна вважати своєрідним ресурсом. Вона слугує просторовою основою для розміщення всіх галузей господарства. Територія вже стає своєрідним дефіцитом, особливо в невеликих за площею, проте з численним населенням, країнах (Японія, Нідерланди, Данія). Див. також: польдери, антропогенний ландшафт.
Землі сільськогосподарського призначення — землі, надані для потреб сільського господарства або призначені для цих цілей.

## Структура земельних ресурсів природних регіонів планети
| Земельний фонд планети                                                              | Земельний фонд планети | Земельний фонд планети | Земельний фонд планети |
| ----------------------------------------------------------------------------------- | ---------------------- | ---------------------- | ---------------------- |
| Категорія земель                                                                    | Площа, млн км2         | % площі суші:          |                        |
| Льодовики                                                                           | 16,3                   | 11                     |                        |
| Полярні і високогірні пустелі                                                       | 5                      | 3,3                    |                        |
| Тундри та лісотундри                                                                | 7                      | 4,7                    |                        |
| Болота поза тундр                                                                   | 4                      | 2,7                    |                        |
| Озера, річки, водосховища                                                           | 3,2                    | 2,1                    |                        |
| Незрошуваних пустелі, скельні ґрунти і прибережні піски                             | 18,2                   | 12,2                   |                        |
| Ліси                                                                                | 40,3                   | 27                     |                        |
| Трав'янисто-чагарникові пасовиська та природні луки                                 | 28,5                   | 19                     |                        |
| Землеробська площа                                                                  | 19                     | 13                     |                        |
| Землі промислового і міського призначення                                           | 3                      | 2                      |                        |
| Землі, схильні до ерозії, засолення, заболочування, латеритні та гіпсова кори та ін | 4,5                    | 3                      |                        |
| Суша в цілому                                                                       | 149                    | 100                    |                        |

Земельний фонд планети становить 13 400 млн га. Найбільша його частка (25%) припадає на Азію, найменша (6%) — на Австралію та Океанію. Найбільша частка пасовищ припадає на Африку (24%). Орні землі (11% земельного фонду) дають 88% продуктів харчування. Пасовища та луки, що займають 26% земельного фонду, дають ще 10% продуктів.
Країни та регіони неоднаково забезпечені земельними ресурсами, особливо це стосується сільськогосподарських земель. На Євразію припадає 59% світової ріллі, на Північну та Центральну Америку — 15%, на Африку — 15%, на Південну Америку — 8%, на Австралію — 3%. Більша частина (80%) світової ріллі розміщена в посушливій зоні. Найбільша частка пасовищ — у країнах Африки (24%) та Азії (18%).
Середньосвітовий показник забезпеченості сільськогосподарськими землями на особу становить — 0,23 га. В різних країнах цей показник суттєво відрізняється. В Австралії він становить 2,45 га на особу, Канаді — 1,48 га, Україні — 1,07 га, Росії — 0,9 га. У Китаї, Бангладеш та Бельгії на кожного мешканця припадає 0,07 га, у Єгипті — 0,05 га, у Японії — 0,03 га.
Одна з головних екологічних проблем пов'язана з погіршенням стану земельних ресурсів. За історичний час внаслідок прискореної ерозії, дефляції та інших негативних процесів людство втратило майже 2 млрд га продуктивних земель. Спустелення загрожує території площею 4,5 млрд га, на якій проживає близько 850 млн осіб. Пустелі інтенсивно поширюються (до 5 — 7 млн га на рік) у тропічних районах Африки, Азії і Америки. Швидкість зникнення лісів становить 6 — 20 млн га на рік.

## Земельні ресурси України
| Структура земельних ресурсів природних регіонів України | Структура земельних ресурсів природних регіонів України | Структура земельних ресурсів природних регіонів України | Структура земельних ресурсів природних регіонів України | Структура земельних ресурсів природних регіонів України | Структура земельних ресурсів природних регіонів України | Структура земельних ресурсів природних регіонів України | Структура земельних ресурсів природних регіонів України | Структура земельних ресурсів природних регіонів України | Структура земельних ресурсів природних регіонів України | Структура земельних ресурсів природних регіонів України | Структура земельних ресурсів природних регіонів України | Структура земельних ресурсів природних регіонів України | Структура земельних ресурсів природних регіонів України |
| Природні зони                                           | Загальна площа, тис. га                                 | Орні землі                                              | Орні землі                                              | Багаторічні насадження                                  | Багаторічні насадження                                  | Сіножаті                                                | Сіножаті                                                | Пасовища                                                | Пасовища                                                | Ліси                                                    | Ліси                                                    | Інші угіддя                                             | Інші угіддя                                             |
| Природні зони                                           | Загальна площа, тис. га                                 | тис. га                                                 | % від загальної площі                                   | тис. га                                                 | % від загальної площі                                   | тис. га                                                 | % від загальної площі                                   | тис. га                                                 | % від загальної площі                                   | тис. га                                                 | % від загальної площі                                   | тис. га                                                 | % від загальної площі                                   |
| ------------------------------------------------------- | ------------------------------------------------------- | ------------------------------------------------------- | ------------------------------------------------------- | ------------------------------------------------------- | ------------------------------------------------------- | ------------------------------------------------------- | ------------------------------------------------------- | ------------------------------------------------------- | ------------------------------------------------------- | ------------------------------------------------------- | ------------------------------------------------------- | ------------------------------------------------------- | ------------------------------------------------------- |
| Зона мішаних лісів                                      | 11 231.3                                                | 4 042.0                                                 | 36.0                                                    | 88.5                                                    | 0.8                                                     | 1 044.8                                                 | 9.3                                                     | 779.6                                                   | 6.9                                                     | 3 455.0                                                 | 30.8                                                    | 1 821.4                                                 | 16.2                                                    |
| Лісостепова зона                                        | 20 643.6                                                | 13 668.4                                                | 66.4                                                    | 350.0                                                   | 1.6                                                     | 766.8                                                   | 3.7                                                     | 939.9                                                   | 4.5                                                     | 2 980.0                                                 | 14.9                                                    | 1 938.5                                                 | 9.3                                                     |
| Степова зона                                            | 24 386.3                                                | 15 837.3                                                | 64.9                                                    | 577.6                                                   | 2.4                                                     | 185.5                                                   | 0.8                                                     | 2632.4                                                  | 10.8                                                    | 1 029.3                                                 | 4.2                                                     | 4 124.4                                                 | 16.9                                                    |
| Карпати і Закарпатська низовина                         | 3 314.2                                                 | 641.5                                                   | 19.4                                                    | 73.6                                                    | 2.2                                                     | 230.3                                                   | 6.9                                                     | 335.5                                                   | 10.1                                                    | 1 871.7                                                 | 56.5                                                    | 161.6                                                   | 1.9                                                     |
| Гірський Крим                                           | 779.6                                                   | 167.8                                                   | 21.6                                                    | 68.1                                                    | 8.7                                                     | —                                                       | —                                                       | 121.9                                                   | 15.6                                                    | 309.0                                                   | 39.6                                                    | 112.8                                                   | 14.5                                                    |

### Структура земельних ресурсів

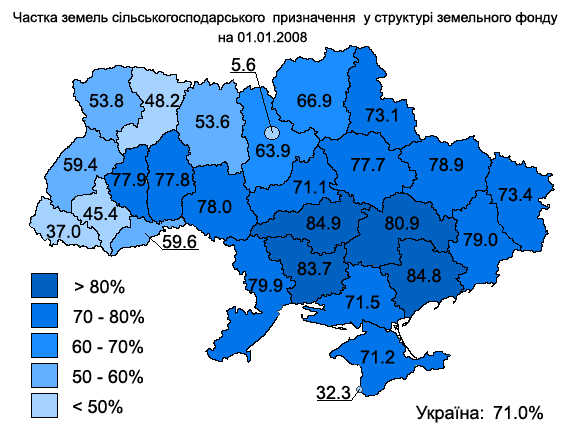
Частка земель сільгосппризначення у структурі земельного фонду)

Найбільші площі сільськогосподарських угідь в Одеській, Дніпропетровській та Харківській областях; найменші — в Чернівецькій, Закарпатській та Івано-Франківській. Найбільше орних земель у Дніпропетровській, найменше — в Закарпатській областях.
Під складування промислових і побутових відходів, будівництво та для інших потреб щороку відводиться 5—6 тис. га земель, значну частину яких становлять орні землі.
| Види земельних ресурсів                           | млн. га | % до загальної площі |
| Орні землі                                        | 34.4    | 57                   |
| Сади, виноградники та інші багаторічні насадежння | 1.1     | 1.9                  |
| Сіножаті, пасовища й перелоги                     | 7       | 11.7                 |
| Разом сільськогосподарських угідь                 | 42.4    | 70.5                 |
| Ліси, захисні лісонасадження і чагарники          | 10.2    | 16.6                 |
| Болота                                            | 0.8     | 1.3                  |
| Водойми                                           | 2.4     | 3.9                  |
| Піски і яри                                       | 0.5     | 0.8                  |
| Шляхи                                             | 1       | 1.6                  |
| Інші землі                                        | 3.3     | 5.3                  |
| Усього                                            | 60.4    | 100                  |

### Розподіл земельного фонду України
| Розподіл земельного фонду України | Розподіл земельного фонду України | Розподіл земельного фонду України | Розподіл земельного фонду України |
| Категорія                         | %                                 | Площа, тис. га від загалу         | Припадає на одну особу, га        |
| --------------------------------- | --------------------------------- | --------------------------------- | --------------------------------- |
| Орні землі                        | 55,3                              | 33384                             | 0,642                             |
| Лісові площі                      | 15,4                              | 9297                              | 0,179                             |
| Пасовища і сіножаті               | 12,4                              | 7486                              | 0,144                             |
| Під водою наших штучних «морів»   | 4                                 | 2410                              | 0,0464                            |
| Багаторічні насадження            | 1,8                               | 1080                              | 0,0209                            |
| Деревно-чагарники (насадження)    | 1,5                               | 905,5                             | 0,0174                            |
| Болота                            | 1,5                               | 905                               | 0,0174                            |
| Інші землі                        | 8,6                               | 5191,8                            | 0,0998                            |